# Aleksander Mądry
Aleksander Mądry est un informaticien théoricien et mathématicien, professeur assistant au Massachusetts Institute of Technology. 

## Biographie
Aleksander Mądry, né à Wrocław, fait des études supérieures à l'Université de Wrocław avec une licence en physique théorique en 2007 et une maîtrise en informatique en 2006. Il poursuit ses études au Massachusetts Institute of Technology avec un M. Sc. en  informatique (titre du mémoire : Faster Generation of Random Spanning Trees) et un doctorat en 2011 sous la direction de Michel Xavier Goemans et Jonathan A. Kelner (titre de la thèse : « From Graphs to Matrices, and Back: New Techniques for Graph Algorithms »). Il passe une année de post-doc à Microsoft Research New England, puis il travaille à l'École polytechnique fédérale de Lausanne (EPFL) jusqu'en 2015, où il rejoint le département d'ingénierie électrique et d'informatique au MIT.

### OpenAI
Mądry a travaillé à OpenAI en tant que responsable de la préparation, un haut poste en sûreté de l'IA. En juillet 2024, il a été réassigné à une équipe travaillant sur les modèles de raisonnement.

## Travaux
Aleksander Mądry a fait plusieurs contributions substantielles à la théorie des algorithmes. Il a notamment présenté en 2011 un algorithme d'approximation pour le problème du flot maximum dans les graphes en complexité en temps {\displaystyle O(mn^{1/3})}  qui améliore une borne restée stable depuis longtemps. En 2013, il donne un algorithme de calcul exact pour le problème du flot maximum qui est le premier à améliorer la borne de {\displaystyle O(n^{3/2})} établie par Evan et Tarjan en 1975. Mądry a aussi contribué des avancées au problème dit des k serveurs (en), et au problème du voyageur de commerce. La laudatio du prix Presburger écrit: « Aleksander’s results have been celebrated in the community not only because he broke long standing complexity barriers but moreover because he introduced new and very different techniques to the field which since have successfully been picked up by others. »

## Prix et récompenses
Aleksander Mądry est lauréat du prix Presburger obtenu en 2018 et conférencier invité au congrès international des mathématiciens de 2018. Il a obtenu un ensemble de prix, bourses et récompenses :
- 2017 Google Research Award
- 2016 Bourse Sloan
- 2015 NSF CAREER Award
- 2014 Open  Mind  Prize (prix biennal attribué à un chercheur polonais junior pour des recherches en combinatoire)
- 2011 Mention honorable au prix de thèse ACM
- 2011 Prix de thèse George M. Sprowls (attribuée au meilleur Ph. D. du MIT en informatique)

Prix de la meilleure communication :
- 2013 IEEE Symposium on Foundations of Computer Science (FOCS)[6]
- 2011 IEEE Symposium on Foundations of Computer Science (FOCS)[11]

- 2011 ACM Symposium on Theory of Computing (STOC)[5]
- 2010 ACM-SIAM Symposium on Discrete Algorithms (SODA)[12]